# Rezerwy i juniorzy Rangers F.C.
Rezerwy i juniorzy Rangers F.C. – zawodnicy niemieszczący się w kadrze pierwszej drużyny, ale grający w dodatkowych zespołach pod szyldem Rangers - przede wszystkim Rangers Reserves oraz Rangers U-20, rozgrywający domowe spotkania w położonym na przedmieściach Glasgow ośrodku treningowym Murray Park.

## Drużyna rezerw
Przed rozpoczęciem sezonu 1998/1999 klub przystąpił do nowo powstałych rozgrywek Scottish Premier Reserve League, które choć początkowo były zawodami głównie dla piłkarzy do 21. roku życia z czasem przekształcone zostały w ligę rezerw, w której największy sukces „The Gers” zanotowali w 2001 roku, gdy okazali się najlepsi. Rangers w występowali w Reserve League nieprzerwanie do roku 2009, kiedy to jednogłośnie postanowiono zawiesić rywalizację. 
Przez trzy kolejne lata gracze, którzy nie byli w stanie przebić się do pierwszego składu Rangers, a wskutek ograniczeń wiekowych nie mieli prawa uczestniczyć w zawodach juniorskich rozgrywali jedynie spotkania towarzyskie organizowane między sobą przez brytyjskie kluby.
Przymusowe wznowienie działalności po wydarzeniach z lata 2012 roku w Scottish Football League Third Division skłoniło klubowe władze do zgłoszenia drużyny rezerw do Reserve League, organizowanej corocznie przez Scottish Football League, zaznaczając jednocześnie, że występować w niej będą głównie gracze dotychczas rywalizujący na szczeblach juniorskich. 19 lutego 2013 r. w meczu rozgrywanym wyjątkowo na Ibrox Stadium „The Gers” pokonując 2:0 rezerwową drużynę Queen’s Park wywalczyli trofeum zdobywając w 13 ligowych meczach 33 punkty.

## Drużyny juniorskie
Najważniejszymi zespołami juniorskimi Rangers są ekipy z dwóch najstarszych kategorii wiekowych, a więc U-20 i U-17. Wyróżniający się gracze tych drużyn regularnie przebijają się bowiem do pierwszego składu „The Gers”, a na co dzień rywalizują w Scottish Youth Cup i Glasgow Cup, a od sezonu 2012/2013 - również w Reserve League.
W Murray Park szkoleni są również młodsi zawodnicy, którzy zorganizowani są w zespołach U-10, U-11, U-12, U-13, U-14 i U-15. Każda drużyna prowadzona jest przez innego trenera i rywalizuje w oddzielnych rozgrywkach.

### Rangers U-20
Wraz z reorganizacją rozgrywek piłkarskich w Szkocji w 1998 roku utworzona została Scottish Premier Under-18 League, a po pięciu latach przekształcona w ligę, w której rywalizować mogli również dziewiętnastolatkowie. Juniorzy Rangers brali udział we wszystkich czternastu sezonach, trzykrotnie sięgając po końcowy triumf (w latach 2002, 2007, 2008), aż do degradacji klubu do czwartej ligi szkockiej w lipcu 2012 r, co uniemożliwiło dalsze starty w juniorskiej lidze SPL
Począwszy od sezonu 1983/1984 pod egidą Scottish Football Association organizowany jest Młodzieżowy Puchar Szkocji, w którym obecnie mogą brać udział zawodnicy do 20. roku życia.

### Rangers U-17
Zespół złożony z szesnasto- i siedemnastolatków od 2008 roku uczestniczył w Glasgow Cup, w którym na przestrzeni kilku miesięcy rozgrywał od ośmiu do dziewięciu spotkań z rówieśnikami lokalnych rywali - Celticu, Clyde, Partick Thistle i Queen’s Park. W latach 2009, 2010, 2012 „The Gers” okazali się najlepsi, w pozostałych dwóch przypadkach zajmowali drugą pozycję.